# Designación provisional

Designación provisional de asteroides.

Designación provisional de objetos astronómicos es la convención sobre nomenclatura aplicada a los objetos astronómicos inmediatamente después de su descubrimiento. Generalmente, la designación provisional es sustituida por una designación permanente una vez que se ha calculado de manera fiable la órbita del objeto. En el caso de los asteroides, su gran número hace que muchos no vayan a recibir nombre permanente.

## Asteroides
El sistema actual de designación provisional de asteroides está en vigor desde 1925, y sucedió a muchas otras convenciones previas, cada una de las cuales se volvió obsoleta debido al número cada vez más grande de asteroides descubiertos.
El primer elemento en la designación provisional de un asteroide es el año de su descubrimiento, seguido de dos letras y un número:
- La primera de las letras indica la mitad del mes en la que se produjo el descubrimiento del objeto —«A» designa la primera mitad de enero; «C», la primera mitad de febrero; «F», la segunda mitad de marzo... y así hasta «Y», que designa la segunda mitad de diciembre—. La I y la Z no se usan. Además, la primera mitad siempre se considera del día 1 al día 15 del mes, independientemente del número total de días que tenga.
- La segunda letra indica el orden de descubrimiento dentro de cada medio mes. Para esta letra tampoco se usa la «I». Por ejemplo, el primer asteroide descubierto en la primera mitad de octubre de 2006 sería provisionalmente designado como 2006 RA; el segundo, 2006 RB; etc. Pero como las técnicas modernas normalmente descubren más de 25 objetos en medio mes, se usa un subíndice al lado de las letras para indicar cuántas veces se han repetido. De esta manera, el 28.º asteroide descubierto en la primera mitad de octubre de 2006 sería 2006 RC1. A veces, por razones técnicas, como limitaciones del código ASCII, el subíndice se expresa como un simple número al lado de las letras, con lo cual el ejemplo anterior se quedaría como 2006 RC1.

Una peculiaridad de este sistema es que la segunda letra va antes que el número, aunque su ciclo es más rápido. Esto contrasta con la mayoría de sistemas de numeración.